# Frédéric Perreten
Frédéric Perreten (* 30. Dezember 1978 in Cusco, Peru) ist ein Schweizer Komponist peruanischer Herkunft. Er lebt in Berlin.

## Biographie
Frédéric Perreten studierte Sozialwissenschaften und Soziologie an den Universitäten Lausanne und Genf. 2005/2006 besuchte er Kurse am Konservatorium Genf. An der Hochschule der Künste Bern schloss Perreten 2009 ein Kompositionsstudium bei Xavier Dayer und Éric Gaudibert mit dem Bachelor ab. Bis 2011 studierte er Komposition am Konservatorium in Strassburg bei Mark Andre.
In seinem Werk verbindet Perreten französische Klangmomente mit Techniken aus der Tradition der Musique concrète instrumentale von Helmut Lachenmann.

## Werke (Auswahl)
- Et ainsi passent les jours… (2007), für zwei Violoncelli, zwei Hörner und Klavier
- J’étais le foetus d’un rêve (2007), für Altsaxophon und Tonband
- Quatuor no 1 (2008)
- Monsieur Billy (2009), Kammeroper für Sopran, Schauspieler und Sextett
- Gris (2009) für Violoncello und Orchester
- Otez cette beauté qui m’aveugle (2010), für Klavier, Klarinette und Violine
- Philharmonia (2010), für Gitarre, Perkussion und Oboe
- Action d’apesanteur (2010) für Streichquartett
- Espace blanc (2011) für violin duo
- Corps et fantômes (2011) für Quintett
- Le cor dans ma vie (2011) für Horn solo
- Main de l'Ange, instant du paradis (2012) für Lupophone, Kontraforte, Klavier und Violoncello
- Tous ceux qui tombent (2013) für Elektro akustik
- Quelques traits dans l'espace (2014) fur Octuor
- Yanantin (2015) für 12 Stimmen
- We all (2018) für Quintett